# کارل فون فریش
کارل فون فریش (آلمانی: Karl von Frisch؛ زاده ۲۰ نوامبر ۱۸۸۶ – درگذشته ۱۲ ژوئن ۱۹۸۲) دانشمندی اتریشی در حوزهٔ کردارشناسی بود.
او در سال 1973 مشترکاً با نیکلاس تینبرگن و کنراد لورنتس برندۀ جایزه نوبل فیزیولوژی یا پزشکی شد.
او ادراکات حسی زنبورها را مورد مطالعه قرار داد و اولین کسی بود که به رقص زنبورها به عنوان نوعی وسیله ارتباطی توجه کرد و متوجه شد آنها از طریق حرکات خاصی (پرواز  دایره‌ای جلوی کندو) با یکدیگر در ارتباطند و با کمک موقعیت خورشید، میزان شدت باد و مسافت، محل غذایی که یافته‌اند را به دیگران در کندو اطلاع می‌دهند.
فریش با مطالعه بر روی نظام ارتباطی زنبورها نشان داد که زنبورها فقط می توانند محل منبع غذایی موجود در مسیر افقی را به همنوعان خود اطلاع دهند و از ارسال پیام در ارتباط با منبع غذایی که در مسیری عمودی قرار دارد ناتوان اند.